# Michel Melki
Pour les articles homonymes, voir Melki.
Michel Melki est un comédien français né le 3 octobre 1952 à Paris.

## Biographie
Il est le fils de Marcel Melki, né en Algérie à Bône (aujourd'hui Annaba) en 1923 décédé à Paris en 1989, et de Renée Hasson, (née à Paris en 1926 déportée et rescapée d'Auschwitz, décédée le 31 août 2014). Il est le père de Micha Melki né en 1990.
Michel Melki a commencé sa formation avec Yves Furet puis Jacques Fontan et Andréas Voutsinás, il est reçu à l'école du Théâtre national de Chaillot (direction Antoine Vitez) pour suivre les cours de Stuart Seide.
Il dirige une compagnie de Théâtre dans le Lot, La compagnie Il était trois fois en Bouriane.
Depuis l'année 2000 jusqu'en 2005, il a été professeur de théâtre à la faculté d'Évry.
Dans Nulle part ailleurs, il est apparu dans la bande de comédiens qui participait aux tournages des sketches de Karl Zéro. Ne pas confondre avec Claude Melki, ni avec le neveu de ce dernier Gilbert Melki.

## Théâtre
- 1972 L'Arlésienne d'Alphonse Daudet Rôle : Patron Marc Théâtre de Saint-Quentin
- 1973 Monsieur de Pourceaugnac de Molière - Rôle : M. de Pourceaugnac (Théâtre de Saint-Quentin)
- 1978 : Don Quichotte d’après Cervantes - Rôle : Sancho (Maison de la Culture de Chambéry)
- 1979 : Cyrano de Bergerac d'Edmond Rostand, mise en scène de R. Billerey (Tréteaux de France)
- 1981 : Molière mort ou vif de Jean-François Prévand, mise en scène Sarah Sanders, Théâtre de la Plaine
- 1982 : Un chat dans le cerisier Philippe Ferrand Festival d’Avignon
- 1983 : Match de Yoland Simon, mise en scène de J.-F. Philippe (Centre théâtral du Havre)
- 1984 : George Dandin de Molière - Rôle : Lubin ; mise en scène Michel Papineschi (Tournée en Angleterre)
- 1985 : Comme il vous plaira de Shakespeare mise en scène Bruno Nion (Théâtre d’Issoudun)
- 1986 : Le blé se couche de et mise en scène de Jean-Daniel Laval (Cloître des Billettes)
- 1986 : Le Barbier de Séville de Beaumarchais, mise en scène de Michel Vuillermoz : Bartholo (Maison de la Culture d’Orléans)
- 1987 : SCUM Manifesto de Valerie Solenas, mise en scène de Marc Lador (Café de la Danse)
- 1988 : Toinou d'A. Sylvère, mise en scène de J.-F. Philippe (Centre théâtral du Havre)
- 1989 : Les Précieuses ridicules de Molière, mise en scène de P.-J. Guiot : Mascarille (Festival de Pézenas)
- 1989 : Au bois lacté de D. Thomas, mise en scène de P.-J. Guiot (Festival de Pézenas)
- 1989-1990 : Voltaire's Folies, mise en scène de Jean-François Prévand : nomination aux Molières 1989 et 1990 (Comédie de Paris)
- 1989 : Captain Cap d'Alphonse Allais, mise en scène de Patrick Verschueren : Captain Cap (tournée en France)
- 1998 : La Dernière Nuit de Don Juan d'Edmond Rostand, mise en scène Jean-Paul Tribout, Festival de Sarlat, Théâtre 14 : Sganarelle
- 1999 : Roméo et Juliette, mise en scène de François Roy : Capulet (Théâtre de Montrouge)
- 2001 : Hôtel des voyageurs d'après Boule de suif de Guy de Maupassant, mise en scène de P. Verschueren (tournée en France)
- 2001 : Passion selon Marguerite de Jean-Marie Piemme, mise en scène de P. Verschueren (tournée en France)
- 2004 : Le Joueur de Carlo Goldoni, mise en scène de Pierre Lambert : Pantalon et Gandolfa (Dijon, Festival d’Avignon)
- 2005 : Hôtel du Progrès d'après Le journal d'une femme de chambre d'Octave Mirbeau mise en scène de P. Verschueren (tournée)
- 2006 : Tenue de soirée de Bertrand Blier, mise en scène de Hélène Zidi-Chéruy, Théâtre Rives Gauche)
- 2007 : La Controverse de Valladolid de Jean-Claude Carrière mise en scène de Pierre Lambert (Dijon, Festival d’Avignon)
- 2008 : Solness le constructeur d'Henrik Ibsen mise en scène de Jean-Christophe Blondel (Tournée en normandie - Théâtre de l'opprimé)
- 2010 : Les Fourberies de Scapin de Molière mise en scène Antoine Herbez Théâtre de la Porte Saint-Martin
- 2015 : Cyrano de Bergerac d'Edmond Rostand, mise en scène d'Henri Lazzarini rôle de Ragueneau Théâtre 14
- 2015 : L'École des femmes de Molière mise en scène par Armand Eloi dans le rôle d'Alain au Théâtre 14
- 2023 - 2024 : L'Amour médecin de Molière mise en scène Jean-Louis Martinelli Théâtre du Jeu de Paume Aix-en-Provence

### Adaptations et mises en scène
(Joue, adapte et met en scène)
- 1987 : George Dandin de Molière : Rôle:George Dandin (La Cartoucherie de Vincennes)
- 1992 - 1993 : Demandes en mariage d’après Tchekhov (En tournée dans le sud-ouest)
- 1994 -1995 : On attend Molière de Martine Costes et Michel Melki (Festival de Sarlat) (En tournée dans le sud-ouest)
- 1996 -1997 : Coup de feu de Martine Costes et Michel Melki(En tournée dans le sud-ouest)
- 1998 : Labiche au clair de lune d’après Eugène Labiche (En tournée dans le sud-ouest)
- 1999 : La séduction pas l’amour d’après La Locandiera de Goldoni (En tournée dans le sud-ouest)
- 2000 : Dom Juan, Sganarelle... d’après Dom Juan de Molière (En tournée dans le sud-ouest)
- 2002 : Demandes en mariage d’après Tchekhov Théâtre en appartement

### Mise en scène
- L'Atelier de Jean-Claude Grumberg (Théâtre municipal de Redon)

## Filmographie

### Cinéma
- 1976 : À nous les petites Anglaises de Michel Lang : Pierrot
- 1977 : Arrête ton char... bidasse ! de Michel Gérard : Joël
- 1977 : Marche pas sur mes lacets de Max Pécas
- 1977 : La Grande Frime de Henri Zaphiratos : Gaëtan
- 1978 : Les réformés se portent bien de Philippe Clair : le peureux
- 1978 : Comment se faire réformer de Philippe Clair : Jeannot
- 1978 : Le Paradis des riches de Paul Barge
- 1979 : Destins parallèles de Jean-Yves Carrée
- 1979 : C'est dingue, mais on y va... ! de Michel Gérard : Patrice
- 1980 : Les Surdoués de la première compagnie de Michel Gérard
- 1982 : La Petite bande de Michel Deville : le tatoué
- 1984 : American Dreamer de Rick Rosenthal : Crillon Desk Clerk
- 1986 : Zone rouge de Robert Enrico : l'employé des assurances
- 1987 : Flag de Jacques Santi
- 1989 : La Révolution française - segment Les Années Lumière de Robert Enrico :Rôle: Jacques-Alexis Thuriot de la Rosière
- 1993 : Mistinguett : Michel Wyn
- 1988 : Les Sabots à bascule de René Duranton : le facteur
- 2003 : Paris selon Moussa de Cheik Doukouré

### Télévision
- 1977 : Un comique né, téléfilm de Michel Polac
- 1980 : La Folie ordinaire, L'Obsession, fiction TV + sortie salle (26 min) de Jean-Denis Bonan
- 1983 : Fabien de la Drôme - épisode#1.1 et 1.2 de Michel Wyn : Seignolles
- 1989 : Le Retour d'Arsène Lupin - épisode 2 : Lenormand, chef de la Sûreté de Michel Wyn
- 1993 : Tribunal - épisode Les brasseries du cœur de Georges Bensoussan : le gérant
- 1993 : Commissaire Moulin - épisode : Syndrome de menace de Yves Rénier
- 1999 : Prise au piège, téléfilm de Jérôme Enrico
- 2000 : Passion assassine, téléfilm de Didier Delaître
- 2001 : La Boîte de Claude Zidi
- 2002-2005 : Les Enquêtes d'Éloïse Rome - 5 épisodes : L'agent main courante
- 2004 : Navarro - épisode : La revenante de Patrick Jamain : Gardien Bellon
- 2005 : Alex Santana, négociateur - épisode : L'affaire Bordier de Denis Amar
- 2005 : Joséphine, ange gardien - épisode 32 : La couleur de l'amour de Laurent Lévy : le chauffeur de bus
- 2005 : À la poursuite de l'amour de Laurence Katrian

## Divers
(novembre 2021).
- Président de la commission artistes interprètes de l'Afdas
- Membre de la commission dramatique de l'ADAMI de 2008 à 2012 et à nouveau depuis janvier 2018 jusqu'en décembre 2019
- Président de la commission formation de l'ADAMI en 2020 et membre de cette commission en 2021 et 2022
- Membre de la commission Audiovisuel de l'AFDAS
- ‘’Membre du Conseil d’Administration de l’Union Sociale du Spectacle